# Joodsch Verdedigingscomiteit

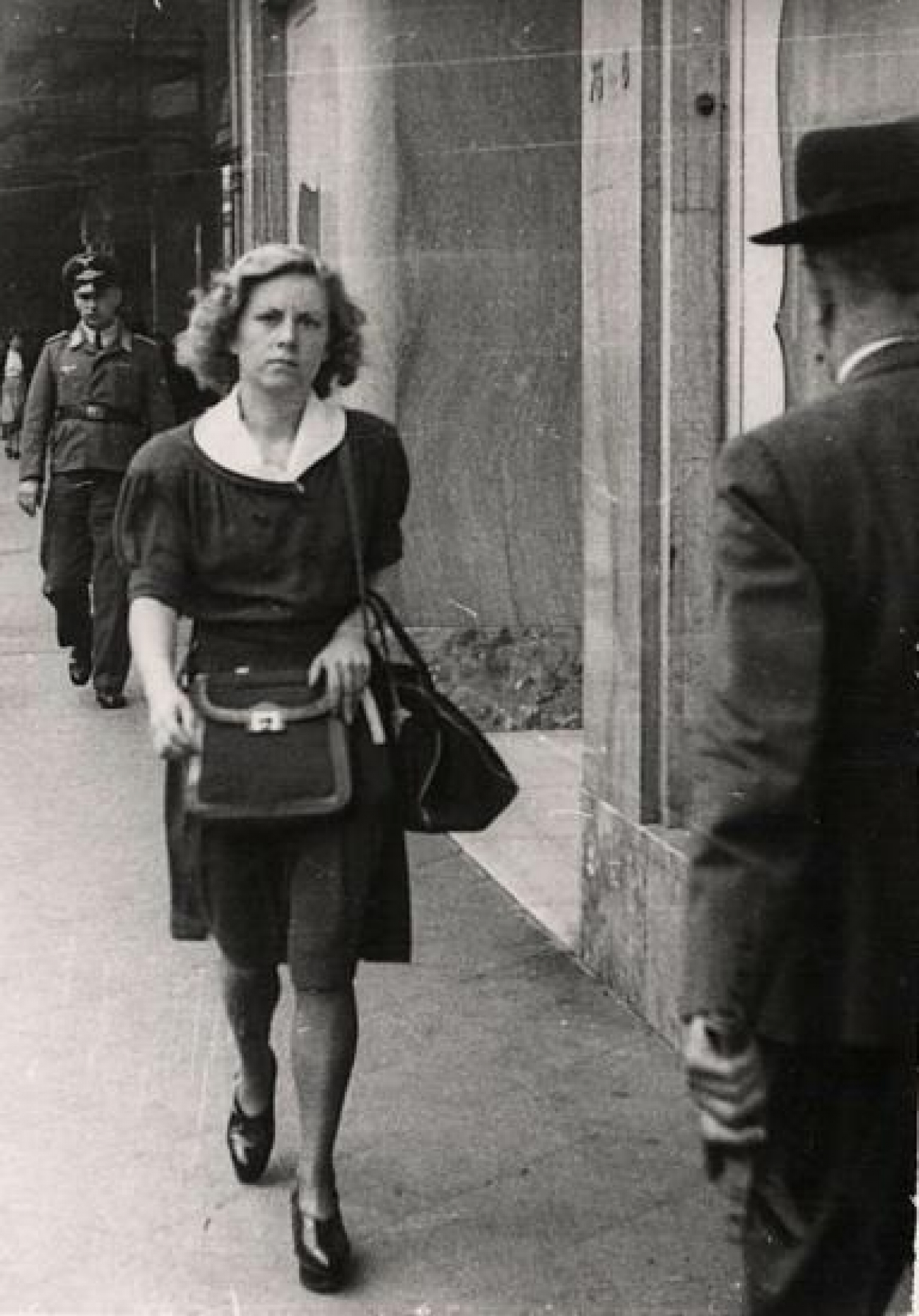
Andrée Geulen in de Nieuwstraat in Brussel in mei 1944, met achter haar een Duitse militair

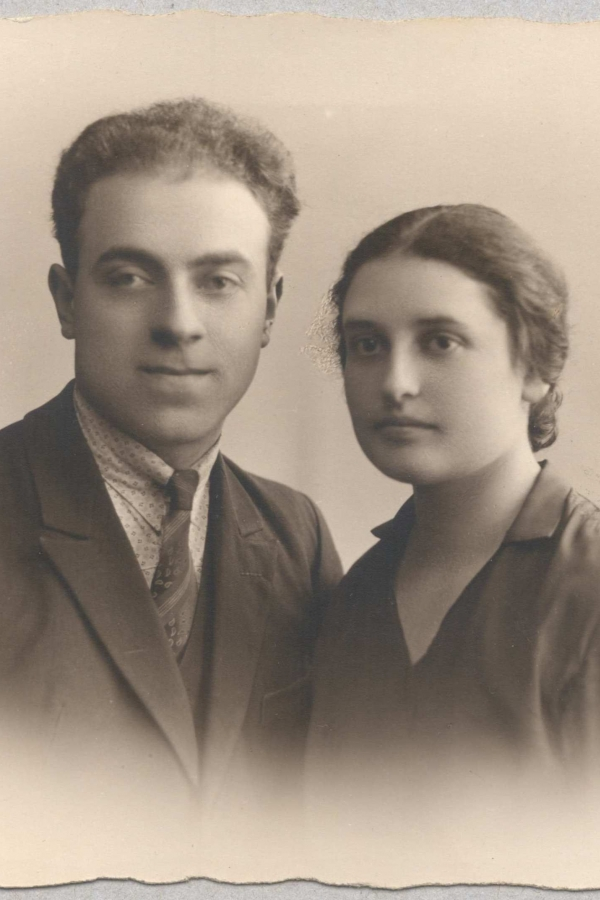
Hertz en Yvonne Have Jospa-Groisman

Het Joodsch Verdedigingscomiteit of JVC (Frans: Comité de Défense des Juifs, CDJ) was een clandestiene Joods-Belgische verzetsorganisatie in de Tweede Wereldoorlog. Als zodanig was het de grootste organisatie in Europa. Het JVC was gelieerd aan het Onafhankelijkheidsfront, de grootste linkse weerstandsbeweging. Het JVC werd in september 1942 opgericht onder impuls van de communistische Jood Hertz Jospa en zijn vrouw Have Groisman (Yvonne Jospa). De Afdeling voor Kinderen slaagde erin vele honderden Joodse kinderen te redden. Er was ook een Afdeling voor Volwassenen en clandestiene publicaties (De Vrije Gedachte, Le Flambeau, Unser Worth). Een belangrijke activiteit was het aanmaken van valse identiteits- en rantsoeneringskaarten. Het JVC was best georganiseerd in Brussel en Charleroi, maar had ook een aanwezigheid in Antwerpen, Luik en in mindere mate Gent. Na de bevrijding stichtten de leiders van het JVC op 11 oktober 1944 Hulp aan de Israëlieten Slachtoffers van de Oorlog (HISO), een organisatie die hulp bood aan Joodse oorlogsslachtoffers in België en op langere termijn hun maatschappelijke herintegratie wilde ondersteunen.

## Ondergedoken kinderen
Een specialisatie van het JVC was Joodse kinderen onder valse namen onder te brengen in religieuze instellingen en pensionaten of bij privé-personen. Sleutelfiguren hierin waren Ida Sterno, Andrée Geulen-Herscovici en Estera Heiber-Fajersztejn (die een gecodeerd register bijhield). Het JVC werkte samen met het Nationaal Werk voor Kinderwelzijn (o.l.v. Yvonne Nèvejean) en het katholieke netwerk van pater Bruno. De kosten liepen op en bedroegen in 1943 al 750.000 frank per maand. Na een verzoek aan Antoine Delfosse kende de regering in Londen in juli een eerste schijf van 4 miljoen frank steun toe. In 1944 gaf het comité 34,5 miljoen frank uit. Aan het einde van de oorlog had het ongeveer 3000 kinderen in veiligheid gebracht.
Het JVC benaderde systematisch Joodse families op basis van de officiële lijst bijgehouden door de Vereeniging van Joden in België. De ouders moesten het JVC blind vertrouwen en mochten in het belang van de veiligheid niet weten waar hun kind geplaatst werd. Het bijhouden van welke kinderen bij welke ouders hoorden en waar ze geplaatst waren, gebeurde volgens een ingenieus systeem geconcipieerd door de Heiber. De informatie was verspreid over vijf schriftjes:
- Een eerste schrift bevatte de echte naam van elk kind en het codenummer dat het kreeg toegekend.
- In een tweede schrift was dit codenummer gekoppeld aan een schuilnaam en aan de echte geboortedatum.
- Het derde schrift relateerde het codenummer aan het adres van de ouders op het ogenblik van de onderduiking.
- In een vierde schrift waren de namen en adressen van alle logementen opgetekend, met telkens een eigen codenummer.
- Het laatste schrift gaf onder het codenummer van elk logement de codenummers van de geplaatste kinderen.

De Duitsers merkten dat ze bij hun razzia's zeer weinig kinderen aantroffen en wisten dat deze systematisch onder hun neus werden weggekaapt, maar ze konden nooit achterhalen welke organisatie daarvoor verantwoordelijk was. Ondervragingen in die richting leverden geen bruikbare informatie op, omdat de ouders die zelf niet hadden.

## Stichtende leden
Initiatiefnemer Ghert Jospa, een Joodse communist, slaagde erin een pluriforme groep samen te brengen:
- Ghert Jospa
- Yvonne Jospa
- Émile Hambresin
- Eugène Hellendall
- Israël Mandelbaum
- Benjamin Nykerk
- Chaïm Perelman
- Édouard Rotkel
- Abusz Werber

## Voetnoten
1. ↑  Mordecai Paldiel, Saving One's Own. Jewish Rescuers During the Holocaust, 2017, p. 271
2. ↑  Sylvain Brachfeld, Ils ont survécu. Le sauvetage des Juifs en Belgique occupée, Brussel, 2001, p. 93